# Црква Светог архангела Гаврила у Рупљу
Црква Светог архангела Гаврила у Рупљу, насељеном месту на територији општине Црна Трава, православни је храм који припада Епархији нишкој Српске православне цркве.
Црква посвећена Светом архангелу Гаврилу саграђена је 1874. године. Обновљена је 1936. и тада је фрескописан један део брода цркве. Због неодржавања храм ни после тога није задржао свој обновљени изглед па је због тога поново обновљен 1996 — 1997. године. Том приликом је извршена реконструкција крова и урађени су тротоар око храма уз донације народа који је ту некада живео.
Након Другог светског рата већина становништва одселила се из тих крајева и сада многи живе углавном у Београду или околини. Цркву данас чува једини стални становник Рупља Влада Момчиловић, недашњи учитељ. Око цркве народ се окупља за сабор светих апостола Петра и Павла, што је највероватније литија села. Што се тиче богослужбеног живота он нажалост није развијен.
У плану је завршна обнова уз помоћ општине Црна Трава на чијем се подручју налази овај храм. Парох предејански поред парохије са седиштем у Предејану опслужује и парохију рупљанску са седиштем у Рупљу од 1993. године. Некада је то била посебна парохија са много већим бројем становника него данас.